# Eudoxia av Suzdal
Eudoxia av Suzdal, eller Jevdokija Dmitrijevna, född 1353, död 1407, var en storfurstinna av Moskvariket, gift med storfurst Dmitrij Donskoj av Moskva. Hon vördas som ortodoxt helgon.

## Biografi
Eudoxia var dotter till storhertig Dmitrij Konstantinovitj av Suzdal. Hon blev 1367 gift med Dmitrij Donskoj. Äktenskapet arrangerades som ett fredstraktat mellan Moskva och Suzdal-Nizhny Novgorod efter långvariga stridigheter mellan staterna. 
Relationen mellan Eudoxia och Dmitrij beskrivs som så lycklig att "den ryska jorden gladdes". Eudoxia grundade en Mariakyrka och Ascensionklostret i Moskva och Goritiskiklostret och en kyrka i Pereslavl, och lät upprätta en milis till skydd mot Timur Lenk. Efter Slaget vid Kulikovo 1380 lät hon arrangera ett högtidlighållande av segern. 
Efter Dmitrijs död 1389 blev hon de facto statens regent under den tid då hennes söner stred om makten. 

## Eftermäle
Några veckor före sin död blev hon medlem av Ascensionklostret i Moskva. 
Efter sin död hyllades hon som Moskvas skyddshelgon under namnet Eufrosyne av Moskva.   
År 2007 stiftades Eudoxia av Moskvas Orden till hennes ära.   